# Bosque nacional Tuskege
El bosque nacional Tuskegee es un bosque nacional de los Estados Unidos situado en el condado de Macon, Alabama, justo al norte de Tuskegee y al oeste de Auburn. Es uno de los bosques nacionales más pequeños de los Estados Unidos (y uno de los seis que se encuentra íntegramente dentro de un solo condado), sino que admite muchas actividades al aire libre. El bosque tiene su sede en Montgomery, al igual que los cuatro bosques nacionales de Alabama. Los otros bosques nacionales en el estado son Conecuh, Talladega y William B. Bankhead. Hay varios locales donde se encuentran las oficinas del distrito de guardaparques ubicados en Tuskegee.

## Actividades
Hay cuatro senderos principales dentro del bosque nacional y tres de ellos son también rutas de bicicleta de montaña. También hay rutas a caballo, dos estanques de peces, el campo de tiro, un área de fauna y flora, campin y el área de recreación.